# Lunds Studentteater

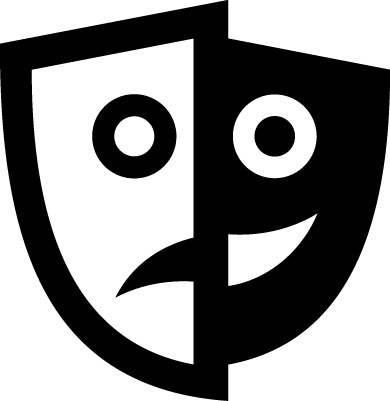
Lunds Stundentteaters logotyp

Lunds Studentteater (LUST) är en engelskspråkig amatörteaterensemble som utgör ett utskott inom Akademiska Föreningen i Lund. 
Lunds Studentteater sätter varje år upp två större uppsättningar. Repertoaren består av klassiska, nya och egenskrivna pjäser. Utöver detta produceras teateruppsättningar i alternativa format, textanalys, improvisationsteater och workshops.

## Historik
Lunds Studentteater bildades ursprungligen 1933 som teaterverksamhet knuten till Lunds universitet. Grundarna bestod främst av kvinnliga studenter som exkluderades från Lunds olika spex. Efter en misslyckad turné kom Lunds Studentteater att effektivt sätt bli ersatt av Lilla teatern under stora delar av 1950-talet. Lilla teatern kom dock i slutet av 1950-talet att förlora sin scen vilket gjorde att Lunds Studentteater återigen började bedriva verksamhet. Lunds Studentteater kom under perioder att använda Lilla teatern som sitt namn eller som synonym. Lunds Studentteater och Lilla teatern kom att bidra till skapandet av separata fria teatergrupper såsom Teater Proteus, Teater 23 i Malmö och Nationalteatern i Göteborg.
Efter ett uppehåll gjordes en nybildning 1981 som Lunds nya Studentteater (LnS) och 1983 även som ett utskott inom Akademiska Föreningen bosatt i AF-borgen. Efter sommaren 2007 byttes namnet till Lunds Studentteater. Från 2015 började Lunds Studentteater ta steget till att bli engelskspråkig och är idag helt engelskspråkig.

## Uppsättningar 1981-2025

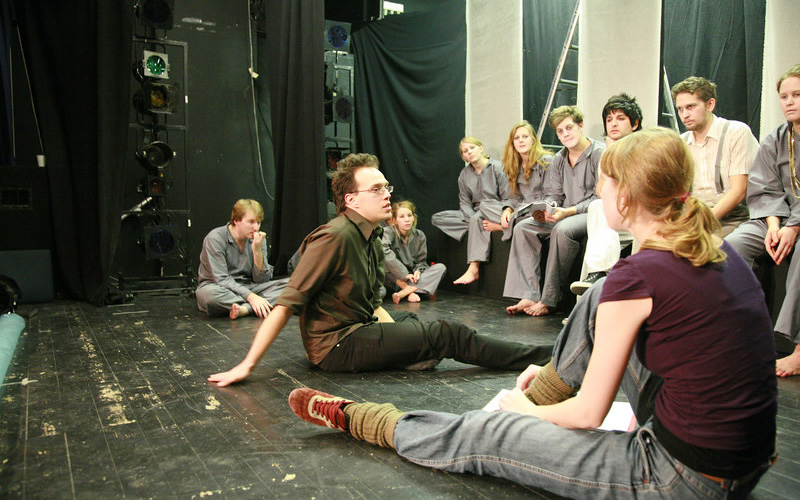
Regissör & ensemble hårklyver under repetitionerna av 'Dantes gudomliga komedi', hösten 2006.

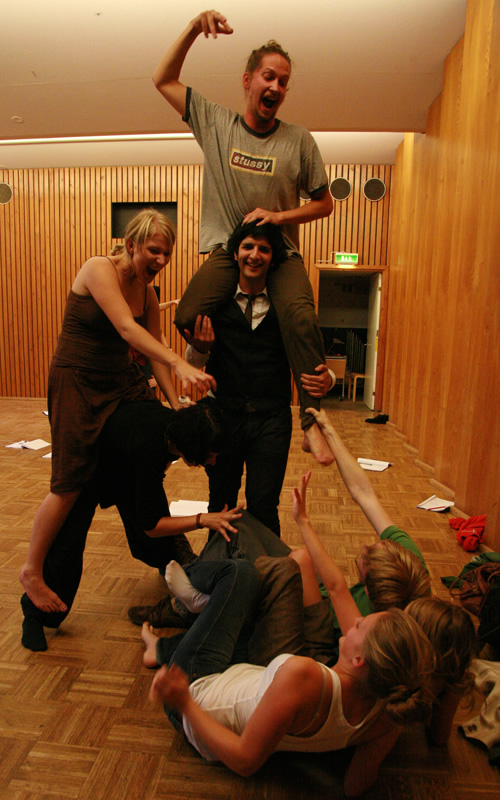
'Monster für Alle' under tidiga rep i uppsättningen 'Dantes gudomliga komedi', hösten 2006.

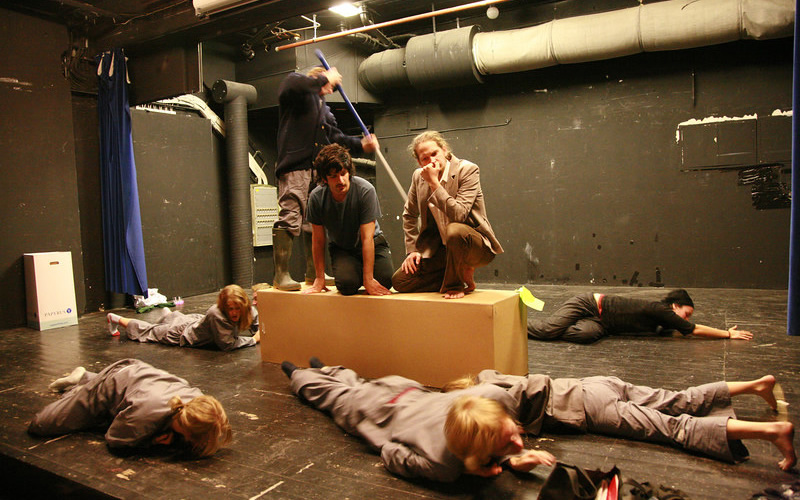
Lyxig båtfärd i drömfabriken under 'Dantes gudomliga komedi', hösten 2006.

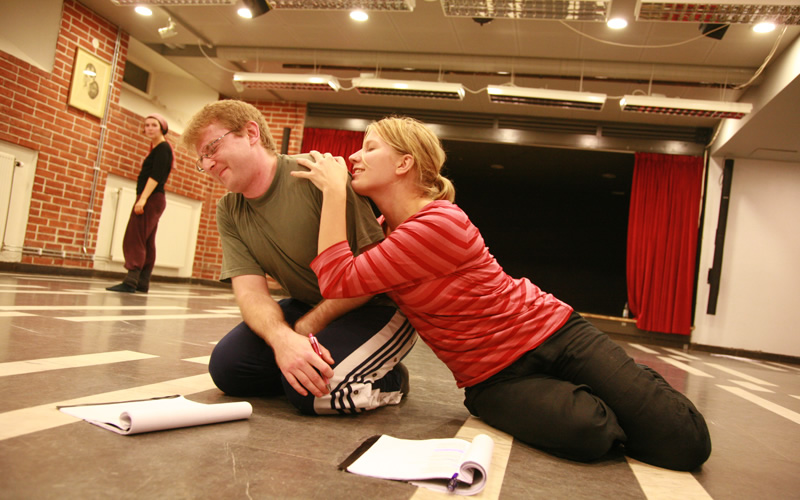
Känslosvallande repetitioner i 'Dantes gudomliga komedi', hösten 2006.

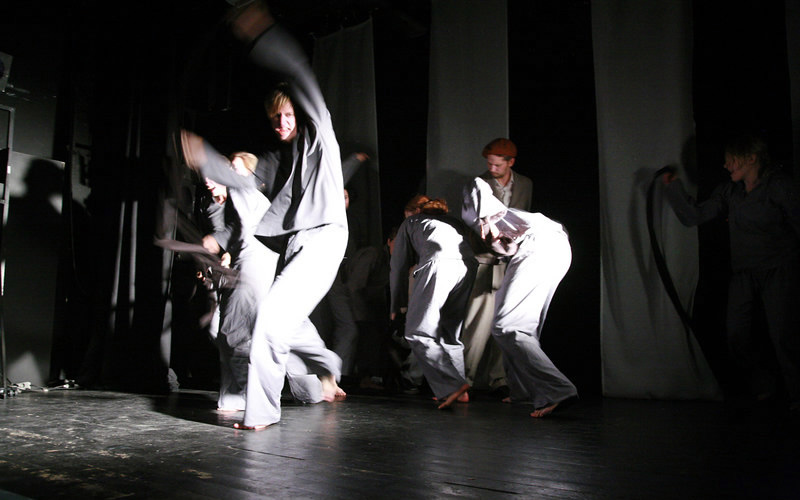
Rafflande action på scen under 'Dantes gudomliga komedi', hösten 2006.

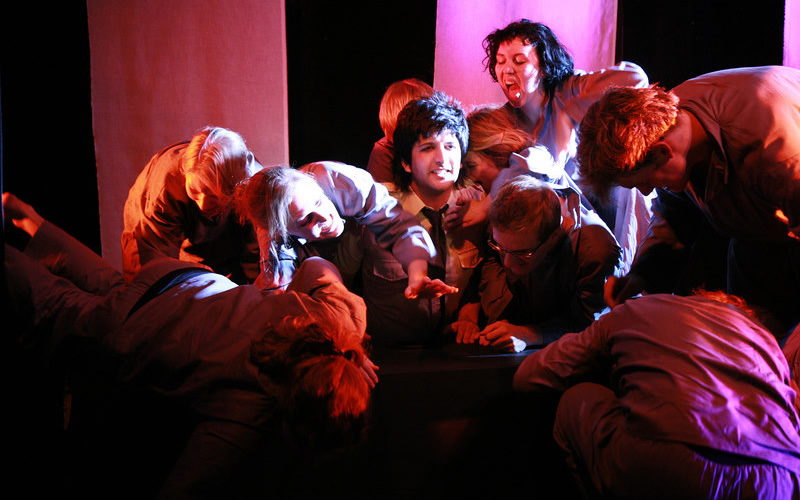
'Dante' ordentligt snärjd i 'Dantes gudomliga komedi', hösten 2006.

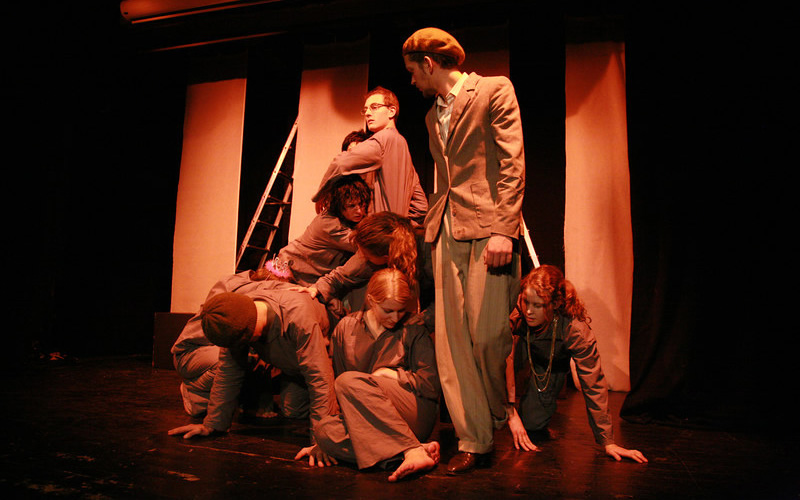
Ciceronen 'Vergilius' ser ner på ensemblen under 'Dantes gudomliga komedi', hösten 2006.

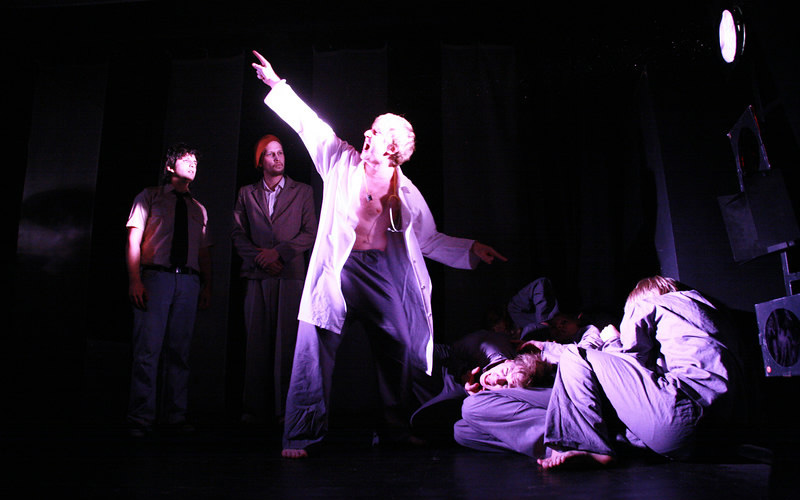
Viktigt påpekande i 'Dantes gudomliga komedi', hösten 2006.

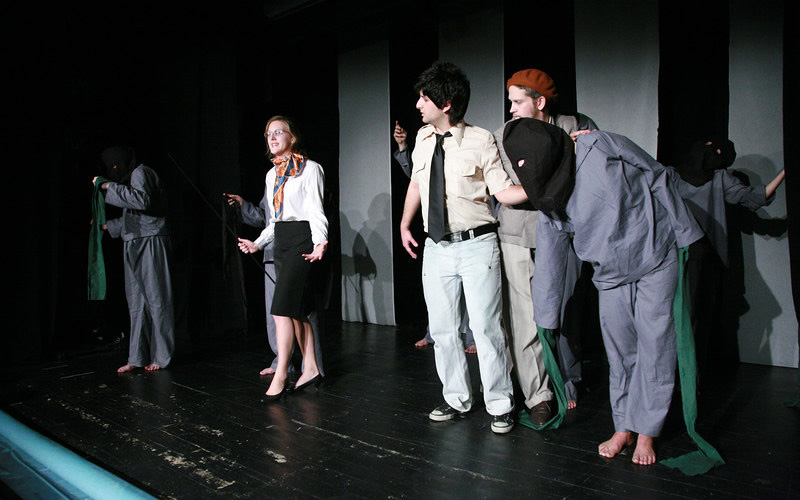
Strikt lektion i 'Dantes gudomliga komedi', hösten 2006.

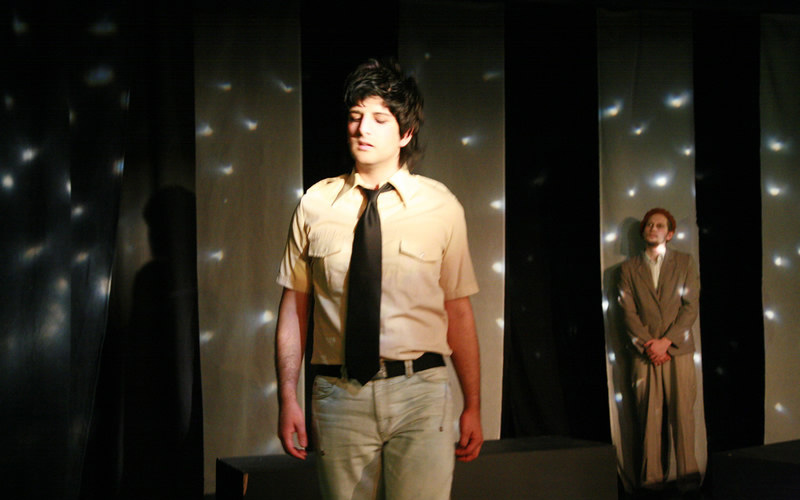
'Vergilius' spanar in 'Dante' i 'Dantes gudomliga komedi', hösten 2006.

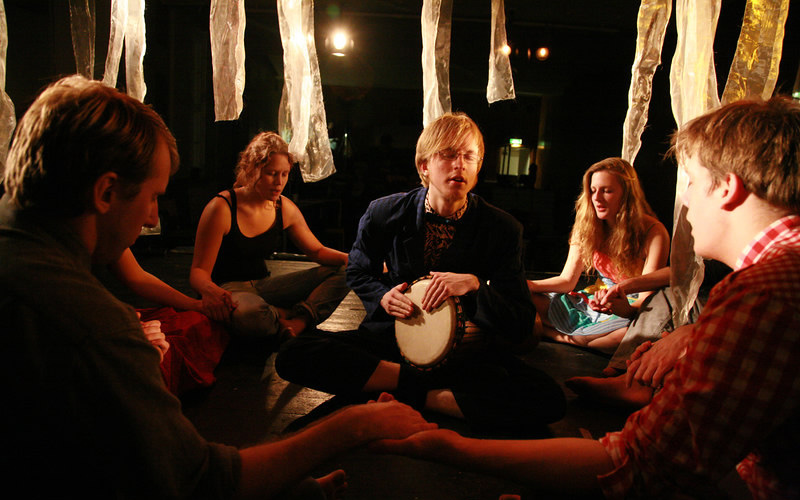
Djup session i 'Dantes gudomliga komedi', hösten 2006.

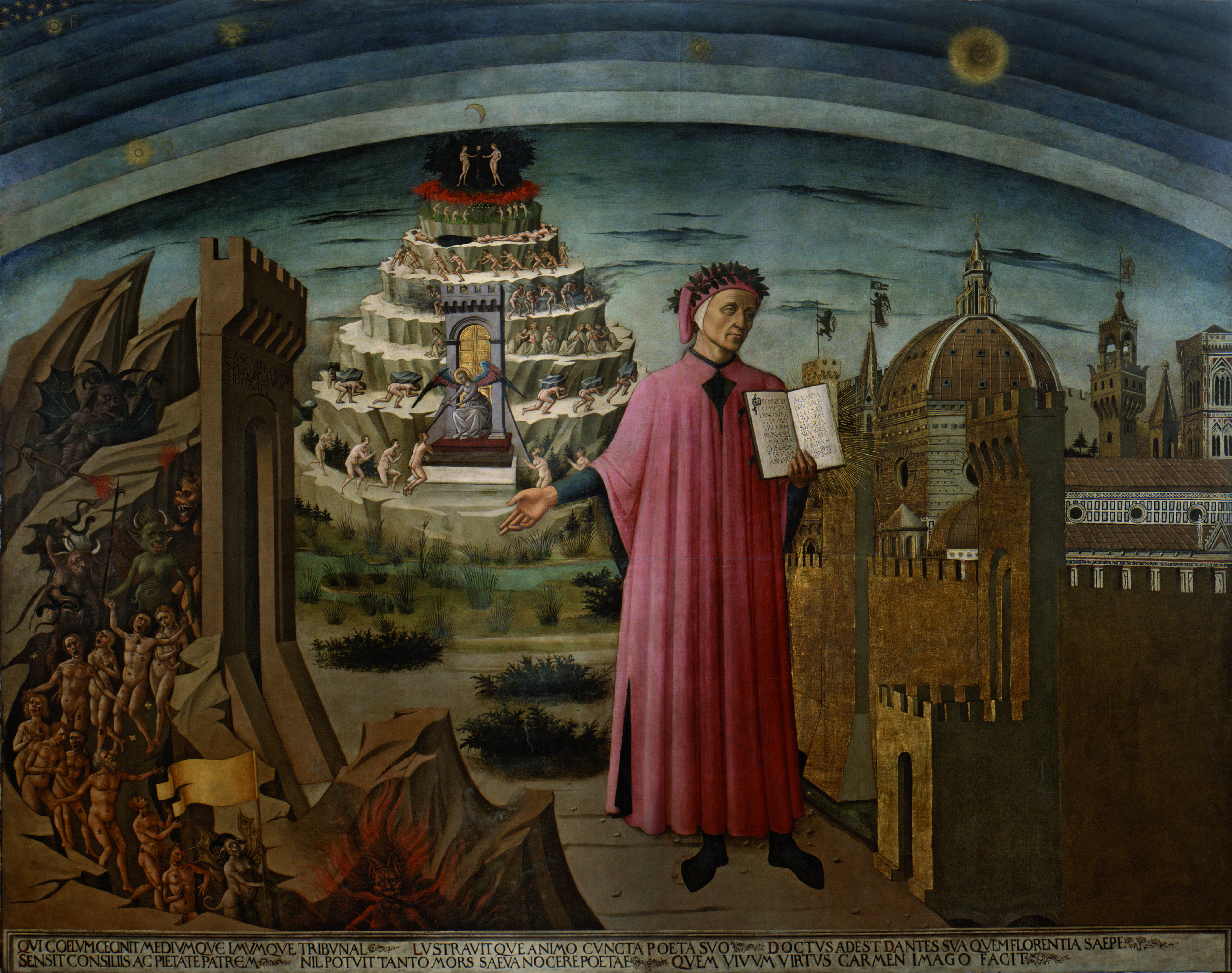
Dante Alighieri, fresk av Domenico di Michelino från katedralen i Florens, Santa Maria del Fiore

| År   | Termin | Produktion                                                      | Av                                                        | Regi                                            |
| ---- | ------ | --------------------------------------------------------------- | --------------------------------------------------------- | ----------------------------------------------- |
| 1981 | VT     | En målare kommer sällan ensam                                   | Dario Fo                                                  |                                                 |
|      | VT     | Paria                                                           | August Strindberg                                         |                                                 |
|      | HT     | Arsenik och gamla spetsar                                       | Joseph Kesselring                                         |                                                 |
| 1982 | HT     | Jag vill träffa Mjosov                                          | Kataives                                                  | Thomas Ahlstrand                                |
| 1983 | VT     | Tolvskillingsoperan                                             | Bertolt Brecht, Kurt Weill                                | Thomas Ahlstrand                                |
| 1984 | VT     | The Importance of Being Earnest                                 | Oscar Wilde                                               |                                                 |
|      | HT     | Mycket väsen för ingenting                                      | William Shakespeare                                       | Thomas Ahlstrand                                |
| 1985 | HT     | Gin & Bitter Lemon                                              | Alan Ayckbourn                                            |                                                 |
| 1987 | VT     | Noshörningen                                                    | Eugène Ionesco                                            |                                                 |
|      | VT     | Syndernas hus - En mordberättelse från Lund                     | K. Arne Blom                                              |                                                 |
|      | HT     | Syndernas hus - En mordberättelse från Lund                     | K. Arne Blom                                              |                                                 |
|      | HT     | 3xABSURD: Spel                                                  | Samuel Becket                                             | Leif Lönnblad                                   |
|      | HT     | 3xABSURD: Picknick på slagfältet                                | Fernando Arrabal                                          | Leif Lönnblad                                   |
|      | HT     | 3xABSURD: Den skalliga primadonnan                              | Eugène Ionesco                                            | Leif Lönnblad                                   |
| 1988 | VT     | En doft av honung                                               | Shelagh Delaney                                           |                                                 |
|      | VT     | Fröken Julie                                                    | August Strindberg                                         |                                                 |
|      | HT     | Röd Volvo 343                                                   | collage                                                   |                                                 |
|      | HT     | Kung Ubu                                                        | Alfred Jarry                                              |                                                 |
|      | HT     | Den desperata kampen att nå paradiset                           | collage                                                   |                                                 |
|      | HT     | Tjuvarnas bal                                                   | Jean Anouilh                                              | Niklas Westergren                               |
| 1989 | VT     | Tjuvarnas bal                                                   | Jean Anouilh                                              | Niklas Westergren                               |
|      | VT     | Fiender                                                         | Arkady Leokum                                             | Kryddan Peterson                                |
|      | VT     | Fruns salig mor                                                 | Georges Feydeau                                           | Bertil Gerard                                   |
|      | VT     | Fiender + Fruns salig mor                                       | Arkady Leokum + Georges Feydeau                           | Kryddan Peterson & Bertil Gerard                |
|      | HT     | Källan                                                          | Niklas Westergren & ensemble                              |                                                 |
| 1990 | VT     | Largo Desolato                                                  | Václav Havel                                              |                                                 |
|      | HT     | Översvämningen                                                  | Gunvor Landen                                             |                                                 |
| 1991 | VT     | Översvämningen                                                  | Gunvor Landen                                             |                                                 |
|      | VT     | God morgon, Bill                                                | P.G. Wodehouse & Ladislaus Fodor                          | Anders Leirup                                   |
|      | HT     | Nattgästen                                                      | Rupert Brooke                                             | Magdalena Svenningsen                           |
| 1992 | VT     | För att skyla sin nakenhet                                      | Luigi Pirandello                                          | Håkan "Hugo" Andersson                          |
|      | HT     | Åtrån fångad i svansen                                          | Pablo Picasso                                             | Petter Lönegård                                 |
| 1993 | VT     | Kvinnotexter - drömmen om ett liv                               | collage                                                   |                                                 |
|      | VT     | Brudar                                                          | Lena Persson                                              | Maria Mattsson                                  |
|      | VT     | Herrar                                                          | Jan Ericson                                               | Fredrik Pålsson                                 |
|      | HT     | Inför lyckta dörrar                                             | Jean-Paul Sartre                                          | Fredrik Andersson                               |
|      | HT     | Kvinnan i svart                                                 | Stephen Mallatratt                                        | Jesper Hall                                     |
| 1994 | VT     | Vägen till mannen - om mat och män                              | collage                                                   |                                                 |
|      | VT     | Lysistrate                                                      | Aristofanes                                               | Petter Lönegård                                 |
|      | HT     | Kusliga sagor och sällsamma upplevelser                         | collage                                                   | Fredrik Andersson                               |
|      | HT     | Och sommarnatten skrev ...                                      | Mikael Olsson                                             |                                                 |
|      | HT     | Rannsakningen                                                   | Peter Weiss                                               | Petra Berg                                      |
| 1995 | VT     | Momo - eller kampen om tiden                                    | Michael Ende                                              | Elisabet Gustafsson                             |
|      | VT     | Medea                                                           | Euripides                                                 |                                                 |
|      | VT     | Tre små grisar                                                  | Fredrik Pålsson                                           | Fredrik Pålsson                                 |
|      | HT     | Erotik                                                          | collage                                                   |                                                 |
|      | HT     | Tre pjäser: Att kyssa mörkrets läppar + Nå högre + Familjen Bra | M. Olsson, Erik Wirdheim, Joakim Pirinen                  |                                                 |
|      | HT     | Spökhistorier                                                   | collage                                                   |                                                 |
|      | HT     | Möss och människor                                              | John Steinbeck                                            | Marcus Olsson                                   |
| 1996 | VT     | En midsommarnattsdröm                                           | William Shakespeare                                       |                                                 |
|      | VT     | Våra torsdagar                                                  | Ulla Isaksson                                             | Anna Almhöjd                                    |
|      | VT     | Familjen Conway och tiden                                       | J.B. Priestley                                            | Marie Holmqvist                                 |
|      | HT     | En julsaga                                                      | Charles Dickens                                           | Urban Gustafsson                                |
|      | HT     | Vernissage                                                      | Václav Havel                                              |                                                 |
|      | HT     | Färdknäpp                                                       | George William Russell                                    |                                                 |
| 1997 | VT     | Dorian Grays porträtt                                           | Oscar Wilde                                               | Pål Katsler                                     |
|      | VT     | Frestelsen                                                      | Jens Liljestrand                                          | Björn Levander                                  |
|      | VT     | Dis av stulna sagor                                             | Sverker Jönsson                                           | Sverker Jönsson                                 |
|      | HT     | Råttfällan                                                      | Agatha Christie                                           | Malin Landfelt                                  |
|      | HT     | Kulturnatt                                                      | Stefan Larsson                                            |                                                 |
| 1998 | VT     | Deja vu                                                         | Sverker Jönsson                                           | Sverker Jönsson                                 |
|      | VT     | K-märkt                                                         | collage                                                   |                                                 |
|      | VT     | Inför framtiden oförsvarbar                                     | Dramatisering av "judeläkardebatten" i Lund 1939          | Per Ola Olsson                                  |
|      | HT     | Kulturnatt                                                      | collage                                                   |                                                 |
|      | HT     | Häxjakten                                                       | Arthur Miller                                             | Niklas Ergardt                                  |
| 1999 | VT     | Vi betalar inte, vi betalar inte                                | Dario Fo                                                  | Maria Ottosson                                  |
|      | HT     | Teatercafé                                                      | collage                                                   |                                                 |
| 2000 | VT     | I lodjurets timma                                               | P.O. Enquist                                              | John Belfrage                                   |
|      | VT     | Petra von Kants bittra tårar                                    | Rainer Werner Fassbinder                                  | Tobias Åkesson                                  |
|      | HT     | Teatercafé                                                      | collage                                                   |                                                 |
|      | VT     | Fröken Julie                                                    | August Strindberg                                         | Sverker Jönsson                                 |
|      | HT     | Teatercafé                                                      | collage                                                   |                                                 |
|      | HT     | Inför lyckta dörrar                                             | Jean-Paul Sartre                                          | Sofie Lenasdotter                               |
| 2001 | VT     | Döden och flickan                                               | Ariel Dorfman                                             | Alfred Persson                                  |
|      | VT     | Teatercafé                                                      | collage                                                   |                                                 |
|      | VT     | La strada del Amore                                             | Staffan Göthe                                             | Simon J. Berger                                 |
|      | VT     | Studentteaterfestival                                           | Lund                                                      |                                                 |
|      | HT     | Gudarnas television                                             | LNS                                                       | Anna Bengtsson, Edith Mörtlund & Linda Randsalu |
|      | HT     | Teatercafé                                                      | collage                                                   |                                                 |
| 2002 | VT     | Treenigheten                                                    | Fernando Arrabal, George Bernard Shaw och Sławomir Mrożek | Håkan Carlsson & Gustav Edén                    |
|      | VT     | Teatercafé                                                      | collage                                                   |                                                 |
|      | VT     | Mordkonst                                                       | improvisation                                             |                                                 |
|      | HT     | Teatercafé                                                      | collage                                                   |                                                 |
| 2003 | VT     | Teatercafé                                                      | collage                                                   |                                                 |
|      | VT     | Hamlet                                                          | William Shakespeare                                       | Linda Randsalu                                  |
|      | HT     | Teatercafé                                                      | collage                                                   |                                                 |
|      | HT     | Teaterfestival                                                  | festival                                                  |                                                 |
| 2004 | VT     | Teatercafé                                                      | collage                                                   |                                                 |
|      | VT     | Linje lusta                                                     | Tennessee Williams                                        |                                                 |
|      | HT     | Teatercafé                                                      | collage                                                   |                                                 |
|      | HT     | Anslag mot hennes liv                                           | Martin Crimp                                              | David Jonsson                                   |
| 2005 | VT     | Vattnets sju färger                                             | Henrik Grimbäck                                           | Henrik Grimbäck                                 |
|      | VT     | Teatercafé                                                      | collage                                                   |                                                 |
|      | HT     | Kulturnatt: Oidipus                                             | Sofokles                                                  |                                                 |
| 2006 | VT     | Alla ses vandra                                                 | Jon Dahlström                                             | Jon Dahlström                                   |
|      | VT     | Utan repris                                                     | Henrik Grimbäck & Jon Dahlström                           | David Jonsson                                   |
|      | HT     | Rostfritt stål                                                  | Henrik Grimbäck                                           | Henrik Grimbäck                                 |
|      | HT     | Dantes gudomliga komedi                                         | Niklas Rådström                                           | David Jonsson                                   |
| 2007 | VT     | Andra länder, andra byxor                                       | Jon Dahlström & Henrik Grimbäck                           | Simon Manns                                     |
|      | HT     | 99,7                                                            | Jon Dahlström                                             | Teo Verner-Carlsson                             |
|      | HT     | Romeo och Julia                                                 | William Shakespeare                                       | Eric Bergelin                                   |
| 2008 | VT     | Egalias döttrar                                                 | Gerd Brantenberg                                          | Simon Manns                                     |
|      | VT     | Odeli                                                           | David Jonsson                                             | Cecilia Paulsson                                |
|      | HT     | Döda utan gravar                                                | Jean-Paul Sartre                                          | Eric Bergelin                                   |
| 2009 | VT     | Vildanden                                                       | Henrik Ibsen                                              | Marcus Björkqvist                               |
|      | Sommar | Först föds man ju                                               | Line Knutzon                                              | Josefina Holmberg                               |
|      | HT     | The Importance of Being Earnest                                 | Oscar Wilde                                               | Camilla Valdebenito Lindgren                    |
|      | HT     | Den gråtande polisen                                            | Staffan Göthe                                             | Disa Nordling                                   |
| 2010 | VT     | Elizabeth                                                       |                                                           | Luca Lamorte                                    |
|      | HT     | I skuggan av honom - ett teaterkollage: Lears döttrar           | The Women's Theatre Group och Elaine Feinstein            | Mette Sjölin                                    |
|      | HT     | I skuggan av honom - ett teaterkollage: Skribenten              | Kajsa Magnusson                                           | Jonas Wegestål                                  |
|      | HT     | I skuggan av honom - ett teaterkollage: Vad som inte blev       | Josefina Holmberg                                         | Anna Wallin                                     |
| 2011 | VT     | Utrensning                                                      | Sofi Oksanen                                              | Tom Rejström                                    |
|      | VT     | The Prisoner of Second Avenue                                   | Neil Simon                                                | Pegah Zardoost                                  |
|      | HT     | Körsbärsträdgården                                              | Anton Tjechov                                             | Emelie Berntsson                                |
| 2012 | VT     | Utvandrarna                                                     | Farnaz Arbabi                                             | Mette Sjölin                                    |
|      | HT     | Blodsbröllop                                                    | Federico García Lorca                                     | Emma Lidskog & Amanda Jimbergsson               |
| 2013 | VT     | Sårskorpor                                                      | Maria Blom                                                | Sara Ottosson                                   |
|      | HT     | August och makten                                               | collage: August Strindberg & Virve Ivarsson               | Jonathan Gyllenör, Elvira Engels, m. fl.        |
| 2014 | VT     | Kulturcaféer: Dåtid - Nutid - Framtid - Fritid                  | collage                                                   |                                                 |
|      | HT     | Jakten på en Bellmanofon                                        | Felicia Forsström                                         | Felicia Forsström                               |
| 2015 | VT     | Förnuft och känsla                                              | efter Jane Austen                                         | John Wasmuth                                    |
|      | HT     | Othello                                                         | William Shakespeare                                       | Mette Sjölin                                    |
| 2016 | VT     | The Importance of Being Earnest                                 | Oscar Wilde                                               | Johannes Löf                                    |
|      | HT     | Out of Joint                                                    | Johannes Löf & Omar Elfarouk                              | Johannes Löf & Omar Elfarouk                    |
| 2017 | VT     | Medea                                                           | Euripides                                                 | Edda Ahrent                                     |
|      | HT     | House of Bernarda Alba                                          | Federico García Lorca                                     | Julia Jarvi & Johanna Persson Hansson           |
| 2018 | HT     | The Pillowman                                                   | Martin McDonagh                                           | Edgar & Edda Ahrent                             |
| 2019 | VT     | Twelfth Night                                                   | William Shakespeare                                       | Fran Mills                                      |
|      | HT     | Dear Brutus                                                     | J.M. Barrie                                               | Fredrik Davidson                                |
| 2020 | VT     | RUR (inställt p.g.a. COVID:19)                                  | Karel Capek                                               | Margot Bryer                                    |
|      | HT     | Alone                                                           | Alfhild Agrell                                            | Tyra Kristansson & Fredrik Österberg            |
| 2021 | VT     | A Dreamplay (online)                                            | August Strindberg                                         | Margot Bryer                                    |
| 2022 | VT     | RUR (Reboot!)                                                   | Karel Capek                                               | Milo de Sainte Marie & Evelina Sävhage          |
| 2022 | VT     | Pub Theater: The Speakeasy                                      | LUST Writing Crew (Ledda av Christos Yonas-Kontos)        | Emese Divinyi                                   |
| 2022 | VT     | Wuthering Heights                                               | Emily Brontë (dramatiserade av Kelsey Danks)              | Kelsey Danks                                    |
| 2022 | VT     | Pub Theater: Mayhem in Drywell                                  | LUST:s Skrivargrupp (Ledda av Sophie Hecht)               | Aifwen Strömblad & Emese Divinyi                |
| 2022 | HT     | Riddles and the Mountain                                        | Kadin Tucker                                              | Kleia Sidira                                    |
| 2022 | HT     | Pub Theater: Circe's Treasure                                   | LUST:s Skrivargrupp (Ledda av Melvin Linderot)            | Lauri Eckle                                     |
| 2022 | HT     | The Tragical History of Doctor Faustus                          | Christopher Marlowe                                       | Raz Jansell                                     |
| 2023 | VT     | Charley's Aunt                                                  | Brandon Thomas                                            | Milo de Sainte Marie                            |
| 2023 | VT     | Pub Theater: Blood in the Network                               | LUST:s Skrivargrupp (Ledda av Melvin Linderot)            | Malin Polla & Melvin Linderot                   |
| 2023 | HT     | Quotidien: A Play About Nothing                                 | Kadin Tucker                                              | Sophie Hecht                                    |
| 2024 | VT     | Pub Theater: A Head Full of Gold                                | LUST:s Skrivargrupp (Ledda av Melvin Linderot)            | Raz Jansell & Sebastian Jönsson                 |
| 2024 | VT     | A Midsummer Night's Dream                                       | William Shakespeare                                       | Milo de Sainte Marie                            |
| 2024 | HT     | Pub Theater: The Speakeasy                                      | LUST:s Skrivargrupp (Ledda av Isaac Sim)                  | Daniel Willforss & Isaac Sim                    |
| 2024 | HT     | Macbeth                                                         | William Shakespeare                                       | Matilda Christoffersson                         |
| 2025 | VT     | Pub Theater: Time Kalamity                                      | LUST:s Skrivargrupp (Ledda av Raz Jansell)                | Lauri Eckle & Isaac Sim                         |

## Kända personer som varit aktiva i Lunds Studentteater
- Claes von Rettig
- Sven-Erik Larsson
- Ulf Gran
- Kryddan Petersson
- Per Ola Olsson
- Simon J. Berger
- Gustaf von Platen
- Algot Törneman
- Agneta Ekmanner
- Richard Bark
- Henric Holmberg
- Med Reventberg
- Lennart Carlsson
- Hans Mosesson
- Carl Billquist
- Sven Christer Swahn
- Johan Bergenstråhle
- Christoffer Barnekow
- Boris Glibusic
- Anders Johansson